# Arthur Lüttringhaus
Arthur Lüttringhaus (* 6. Juli 1906 in Mülheim am Rhein; † 27. Mai 1992 in Freiburg im Breisgau) war ein deutscher Chemiker und Universitätsprofessor.

## Leben
Lüttringhaus stammte aus einer Kölner Fabrikantenfamilie. Ein Onkel väterlicherseits Arthur Lüttringhaus senior war Chemiker bei der BASF. Er studierte von 1924 bis 1927 Chemie an der Universität München und wechselte 1927 zu Adolf Windaus nach Göttingen, wo er 1930 promoviert wurde. Dort gelang ihm unter anderem die erstmalige Kristallisation von Vitamin D1 und Vitamin D2. Von 1931 bis 1936 forschte er unter Karl Ziegler in Heidelberg. Dort habilitierte er sich 1937 zu Themen der Stereochemie. Seine Hochschullaufbahn begann 1938 in Berlin als Privatdozent. 1941 wurde er außerplanmäßiger Professor an der Universität Greifswald, 1947 ordentlicher Professor an der Universität Halle und 1951 Ordinarius für Organische Chemie in Freiburg. Dort war er der Nachfolger von Hermann Staudinger. 1972 wurde er emeritiert. Lüttringhaus war Mitglied der Akademie der Wissenschaften in Berlin, der Deutschen Akademie der Naturforscher (Leopoldina) in Halle und korrespondierendes Mitglied der Heidelberger Akademie der Wissenschaften.

## Hauptforschungsgebiete
Lüttringhaus beschäftigte sich hauptsächlich mit den Gebieten Organische Chemie, Stereochemie und Metallorganische Chemie. Er fand 1938 die Lüttringhaus-Umlagerung (Diarylether in o-Arylphenole), arbeitete über Schwefelverbindungen (insbesondere Strukturaufklärung der Trithione als Thioozonide), fand bei der Untersuchung von ansa-Verbindungen einen neuen Typ asymmetrischer Verbindungen (Atropisomerie), synthetisierte Phenol aus Chlorbenzol, entdeckte den Cholinesterase-Reaktivator Obidoximchlorid (Toxogonin). 1931 gelang ihm die erstmalige Kristallisation von Vitamin {\displaystyle D_{1}} (einer früher gebräuchlichen Bezeichnung für die Mischung von Ergocalciferol und Lumisterol). 
1964 gelang ihm mit Gottfried Schill (seinem ehemaligen Doktoranden) die erstmalige gezielte Synthese von Catenanen.
Er war Mitherausgeber von Scientia Chimica und der Zeitschrift Chemische Berichte.

## Ehrungen
- 1967 Emil-Fischer-Medaille der Gesellschaft Deutscher Chemiker
- Die Dr.-Gerhard-Fritz-Stiftung an der Universität Freiburg vergibt jährlich den Arthur-Lüttringhaus-Preis für eine hervorragende Dissertation im Bereich Chemie.

## Werke (Auswahl)
- Über einige Dehydrierungen und Oxydationen in der Ergosterinreihe, Göttingen 1931 (Dissertation)